# Dicranomyia (Glochina) schineriana
Dicranomyia (Glochina) schineriana is een tweevleugelige uit de familie steltmuggen (Limoniidae). De soort komt voor in het Palearctisch gebied.